# Lobbe Neto
Antonio Adolpho Lobbe Neto ou Lobbe Neto (São Paulo, 18 de junho de 1957) é biomédico, deputado federal e também foi deputado estadual e vice-prefeito de São Carlos no estado de São Paulo.

## Carreira Política
Em 1983 começou como vice-prefeito de São Carlos pelo PMDB, foi eleito deputado estadual em 1986 e por quatro mandatos consecutivos pelo PMDB.
Em 1988 e 1996 concorreu à Prefeitura de São Carlos com expressiva votação.[carece de fontes?]
Em 2001 ingressou no PSDB ainda como deputado estadual, candidatou-se a deputado federal foi eleito por dois mandatos consecutivos. Em 2013, foi candidato novamente e tornou-se segundo suplente, o que lhe deu a oportunidade se assumir a Câmara Federal pela terceira vez, sendo o único representante da Região Central do Estado de São Paulo e do município de São Carlos e região.
Lobbe Neto esteve presidente do Cepam, no período de 2011 a 2014.
Já durante o Governo Michel Temer, votou a favor da PEC do Teto dos Gastos Públicos.  Em abril de 2017 foi favorável à Reforma Trabalhista.  Em agosto de 2017 votou a favor do processo em que se pedia abertura de investigação do então presidente Michel Temer.
É pré candidato à Prefeitura de São Carlos nas eleições 2020.
| Ano  | Eleição   | Coligação     | Partido | Candidato a       | Votos   | Resultado          |
| ---- | --------- | ------------- | ------- | ----------------- | ------- | ------------------ |
| 1982 | Municipal | com coligação | PMDB    | Vice-prefeito     | -----   | Eleito             |
| 1986 | Nacional  | sem coligação | PMDB    | Deputado Estadual | 38.404  | Eleito             |
| 1990 | Nacional  | com coligação | PMDB    | Deputado Estadual | -----   | Reeleito           |
| 1994 | Nacional  | sem coligação | PMDB    | Deputado Estadual | 42.672  | Reeleito           |
| 1998 | Nacional  | sem coligação | PMDB    | Deputado Estadual | 48.695  | Reeleito           |
| 2002 | Nacional  | com coligação | PSDB    | Deputado Federal  | 114.586 | Eleito             |
| 2006 | Nacional  | com coligação | PSDB    | Deputado Federal  | 117.285 | Reeleito           |
| 2010 | Nacional  | com coligação | PSDB    | Deputado Federal  | 93.243  | Suplente           |
| 2014 | Nacional  | com coligação | PSDB    | Deputado Federal  | 77.793  | Suplente empossado |
| 2018 | Nacional  | com coligação | PSDB    | Deputado Federal  | 73.290  | Não eleito         |